# محمدهادی قمیشی
محمدهادی قمیشی (زادهٔ ۱ فروردین ۱۳۴۰) بازیگر، طراح صحنه و لباس، کارگردان، طراح پوستر و بروشور اهل ایران است.

## فیلم‌شناسی

### تلویزیونی
| متن عنوان                           | متن عنوان | سمت                                    | کارگردان            | متن عنوان                  |
| ----------------------------------- | --------- | -------------------------------------- | ------------------- | -------------------------- |
| بی همگان                            | ۱۴۰۱      | بازیگر                                 | بهرنگ توفیقی        | شبکه سه                    |
| جیران                               | ۱۴۰۰      | بازیگر                                 | حسن فتحی            |                            |
| زخم کاری                            | ١۴٠٠      | بازیگر                                 | محمدحسین مهدویان    | شبکه نمایش خانگی           |
| بوم و بانو                          | ۱۳۹۹      | بازیگر                                 | سعید سلطانی         | شبکه ۲                     |
| ستایش ٣                             | ١٣٩٨      | بازیگر                                 | سعید سلطانی         | شبکه ٣                     |
| پریا                                | ١٣٩۵      | بازیگر                                 | حسین سهیلی‌زاده      | شبکه ٣                     |
| برادر                               | ١٣٩۵      | بازیگر                                 | جواد افشار          | شبکه ٢                     |
| شهرزاد ١                            | ١٣٩۴      | بازیگر                                 | حسن فتحی            | شبکه نمایش خانگی           |
| نردبام آسمان                        | ۱۳۸۷      | بازیگر                                 | محمدحسین لطیفی      | شبکه ۱                     |
| زمینی آسمانی                        | ۱۳۸۷      | بازیگر                                 | عبدالرحمان شلیلیان  | گروه کودک شبکه ۱           |
| تله‌فیلم "بهشت منتظر می‌ماند"         | ۱۳۸۶      | بازیگر                                 | محمدرضا آهنج        |                            |
| تله‌فیلم "مهمانخانه‌ای در برف"        | ۱۳۸۶      | بازیگر                                 | سعید سلطانی         |                            |
| لیمریا از سواحل جنوبی               | ۸۷–۱۳۸۶   | بازیگر و طراح صحنه و لباس              | مرتضی متولی         |                            |
| به دنیا بگویید بایستد               | ۱۳۸۵      | بازیگر                                 | محمدرضا آهنج        | شبکه ۵                     |
| سال‌های برف و بنفشه                  | ۱۳۸۵      | بازیگر                                 | سعید سلطانی         | شبکه ۳                     |
| مهمان اتاق ۱۰۲                      | ۱۳۸۴      | بازیگر                                 | جواد افشار          |                            |
| تله‌فیلم ؟                           | ۱۳۸۴      | بازیگر                                 | شیلا رشیدیان        |                            |
| تله فیلم "ذهن زیبا"                 | ۱۳۸۴      | بازیگر و طراح صحنه و لباس              | محمدرضا قصابیان     |                            |
| شهر آشوب                            | ۱۳۸۴      | بازیگر                                 | یدالله صمدی         |                            |
| ققنوس                               | ۱۳۸۴      | بازیگر و طراح صحنه و لباس              | نادر مقدس           | شبکه ۵                     |
| روشنایی در شهر                      | ۸۴–۱۳۸۳   | بازیگر                                 | مسعود کرامتی        | شبکه ۲                     |
| رسم عاشقی                           | ۱۳۸۳      | بازیگر و طراح صحنه                     | سعید سلطانی         | شبکه ۵                     |
| تله‌فیلم "غریبه و آشناً               | ۱۳۸۲      | بازیگر                                 | فلاحی‌پور            |                            |
| تله‌فیلم "آغاز دوم"                  | ۱۳۸۲      | بازیگر                                 | مهشید افشارزاده     |                            |
| خانه‌ای در تاریکی                    | ۸۲–۱۳۸۱   | بازیگر و طراح صحنه و لباس              | سعید سلطانی         |                            |
| خوش رکاب                            | ۱۳۸۱      | بازیگر                                 | علی شاه حاتمی       |                            |
| دوران سرکشی                         | ۱۳۸۱      | بازیگر                                 | کمال تبریزی         | شبکه ۵                     |
| ۳ و۵ و۲                             | ۱۳۸۱      | بازیگر                                 | غفارپور             | محصول شبکه ۲ با باشگاه پاس |
| فیلم داستانی "دفترچه خاطرات"        | ۱۳۸۱      | بازیگر و طراح صحنه و لباس              | سعید سلطانی         |                            |
| جوانی                               | ۱۳۸۰      | بازیگر و طراح صحنه و لباس              | سعید سلطانی         |                            |
| گروه ویژه                           | ۱۳۷۹      | بازیگر                                 | مهرداد خوشبخت       |                            |
| غروب بی‌پایان                        | ۱۳۷۹      | بازیگر                                 | جواد افشار          | شبکه برون مرزی             |
| ساعت سحرآمیز                        | ۱۳۷۹      | بازیگر و طراح صحنه و لباس              | جواد کهنمویی        | گروه کودک شبکه ۲           |
| پس از باران                         | ۱۳۷۸      | بازیگر و طراح صحنه و لباس              | سعید سلطانی         | شبکه ۳                     |
| رویای کبود                          | ۱۳۷۸      | بازیگر                                 | امیر صادقی          | شبکه ۱                     |
| تله‌فیلم سینمایی "هتل"               | ۱۳۷۷      | بازیگر                                 | مهرداد خوشبخت       | (به طریق ویدئو) شبکه ۱     |
| فیلم داستانی "فرشته"                | ۱۳۷۷      | بازیگر و طراح صحنه و لباس              | قدرت‌الله صلح‌میرزایی |                            |
| گوهر کمال                           | ۱۳۷۷      | بازیگر و طراح صحنه و لباس              | عباس رنجبر          | شبکه ۱                     |
| میعاد در سپیده‌دم                    | ۷۷–۱۳۷۶   | بازیگر و طراح صحنه و لباس و طراح تیراژ | سعید سلطانی         | شبکه ۳                     |
| ستاره قطبی                          | ۷۵–۱۳۷۴   | بازیگر و طراح صحنه و لباس              | مسعود آب پرور       | محصول واحد جنگ شبکه ۱      |
| فیلم داستانی "دریا"                 | ۷۴–۱۳۷۳   | بازیگر                                 | مهرداد خوشبخت       | محصول سینمای تجربه         |
| سیمرغ                               | ۱۳۷۱      | بازیگر و طراح صحنه                     | حسین قاسمی‌جامی      | گروه شاهد شبکه ۱           |
| روزنه‌ای به سپیده                    | ۱۳۷۰      | بازیگر و طراح صحنه و لباس              | حسین قاسمی‌جامی      | شبکه ۲                     |
| حسینیه                              | ۶۵–۱۳۶۴   | بازیگر                                 | سیداحمد میرعلایی    | شبکه ۱؛ (پخش نشد)          |
| فیلم داستانی کوتاه "دیوانه‌ای گریخت" | ۶۵–۱۳۶۴   | بازیگر                                 | محمود مزرعتی        |                            |

### سینمایی
- «شرایط عینی» به کارگردانی «احمدرضا گرشاسبی»؛ ۱۳۶۵
- «عبور» به کارگردانی «کمال تبریزی»؛ شبکه ۲؛ ۶۶–۱۳۶۵
- «تا مرز دیدار» به کارگردانی «حسین قاسمی‌جامی»؛ ۱۳۶۷ (بعلاوه دستیار کارگردان، طراح صحنه و لباس)
- «الماس بنفش» به کارگردانی «رحیم رحیمی‌پور»؛ ۱۳۶۷
- «دنیای وارونه» به کارگردانی «شهریار بحرانی»؛ ۱۳۷۸
- «زمانه» به کارگردانی «حمید صلاحمند»؛ ۱۳۷۹
- «پسران آجری» به کارگردانی «مجید قاری‌زاده»؛ ۱۳۸۵ (بعلاوه *)
- «قلبهای ناآرام» به کارگردانی «مجید مظفری»؛ ۱۳۸۴

### تئاتر
- نویسندگی، کارگردانی، بازی، * نمایش "جرقه‌ای در ظلمت"؛ جزیره کیش، تالار نیروی هوایی؛ ۱۳۶۰
- بازی و طراح صحنه نمایش "ترور" (نادری"؛ نیروی هوایی هاشم‌آباد اصفهان؛ ۱۳۶۱
- طراح صحنه نمایش "اسم شب"؛ جزیره کیش، تالار نیروی هوایی؛ ۱۳۶۱
- بازی در نمایش "خوشه‌های خاکستری" (عباس رنجبر"؛ تهران، تالار مولوی-تئاترشهر، تالار اصلی؛ ۱۳۶۴
- بازی در نمایش "غروب یک برکه" (حسین فرخی"؛ تهران، تالار مولوی؛ ۱۳۶۵
- بازی در نمایش "آئینه" (مسلمی"؛ تهران، تالار مولوی؛ ۱۳۶۵
- طراح پوستر و بروشور نمایش "گرگ گرگ است" (مسلم قاسمی"؛ تهران، تئاترشهر، تالار شماره ۲؛ ۱۳۶۶
- بازی و طراح پوستر و بروشور نمایش "پرنده‌های شط" (امیر دژاکام"؛ تهران، تالار وحدت؛ ۱۳۶۶
- بازی در نمایش "مثنوی کوچه" (امیر دژاکام"؛ تهران، تالار هنر؛ ۱۳۶۶
- عروسک‌گردان و طراح پوستر و بروشور نمایش "پرواز از قفس" (محمود فرهنگ"؛ تهران، تئاترشهر؛ ۱۳۶۷
- بازی در نمایش "مرگ" نوشته "وودی آلن" (صادق صفایی"؛ تهران، تئاترشهر، تالار اصلی؛ ۷۰–۱۳۶۹
- طراحی صحنه نمایش "گاهی برای زنده ماندن باید مرد" (نصرالله قادری"؛ تهران، تالار چهارسو؛ ۱۳۸۱
- طراحی صحنه نمایش "نایراً (امیر آتشانی"؛ تهران، سالن سوره حوزه هنری؛ ۱۳۸۲
- بازی و طراح صحنه نمایش "از او به یک اشاره" (امیر آتشانی"؛ تهران، تالار پرواز؛ ۱۳۸۶

## دیگر فعالیت‌ها

### طراح صحنه و لباس
- سریال و فیلم سینمایی "دره هزار فانوس" (احمدرضا گرشاسبی"؛ ۶۹–۱۳۶۸
- فیلم سینمایی "چشم شیشه‌ای" (حسین قاسمی‌جامی"؛ ۱۳۶۹
- فیلم سینمایی "بدوک" (مجید مجیدی"؛ محصول حوزه هنری؛ ۷۰–۱۳۶۹
- سریال تلویزیونی "سه تار" و فیلم سینمایی "آهوی وحشی" (حمید خیرالدین"؛ محصول شبکه ۲؛ ۷۰–۱۳۶۹
- فیلم کوتاه "مرد کوچک" (شانه ساز"؛ محصول حوزه هنری؛ ۷۰–۱۳۶۹
- فیلم سینمایی "عروسی خون" (مجید جوانمرد"؛ ۱۳۷۲
- فیلم سینمایی "خط آتش" (مرحوم سجادی حسینی"؛ ۱۳۷۳
- سریال "فرار" (رحیم رحیمی‌پور"؛ ۱۳۷۴
- ویدئو کلیپ "مرغ سحر" (مسعود آب پرور"؛ ۱۳۷۴
- ویدئو کلیپ "یاد ایام" (شانه ساز"؛ ۱۳۷۴
- سریال "دنیای شیرین" (بهروز بقایی"؛ گروه کودک شبکه ۲؛ ۱۳۷۶
- سریال "فردا دیر است" (حسن فتحی"؛ شبکه ۲؛ ۷۷–۱۳۷۶
- فیلم داستانی "سلطان بوریا"(یا فرزدق) (علاءالدین رحیمی"؛ شبکه ۱؛ ۱۳۷۷
- تله فیلم "پل" (مهرداد خوشبخت"؛ ۱۳۷۸
- ویدئو کلیپ "تنها یکی، آنکه خسته‌تر است" (جعفر توکلی"؛ به تهیه‌کنندگی"جشنواره رشد"؛ ۱۳۷۸
- مجموعه "قصه‌های جنگ" (علی طهماسبی"؛ شرکت فرهنگی هنری صبا؛ ۸۰–۱۳۷۹
- فیلم سینمایی "بی‌همتاً (جهانگیر جهانگیری"؛ ۱۳۸۰
- ویدئو کلیپ "هجران" (حسین مداحی"؛ ۱۳۸۰
- سریال "آبی به رنگ دریاً (ابوالقاسم معارفی"؛ ۱۳۸۱
- سریال "نسیم رویاهاً (محسن عظیمی-کاظم بلوچی"؛ شبکه ۱؛ ۱۳۸۱
- سریال و فیلم سینمایی"پرده عشق" (جمال شورجه"؛ (نام سینمایی "وعده دیدار")؛ ۸۲–۱۳۸۱
- فیلم سینمایی "آلبوم خانوادگی" (حیدرنژاد"؛ به تهیه‌کنندگی کانون پرورش فکری کودکان و نوجوانان؛ ۱۳۸۲
- سریال "لبه تاریکی" (سعید سلطانی"؛ شبکه ۲؛ ۸۴–۱۳۸۳
- سریال "چه کسی به سرهنگ شلیک کرد" (جواد اردکانی"؛ شبکه ۱؛ ۱۳۸۴
- تله فیلم "راز گل" (احمد مرادپور"؛ ۱۳۸۵
- سریال "مأمور بدرقه" (سعید سلطانی"؛ ۱۳۸۷

### دیگر
- دستیار کارگردان، گریمور و عکاس فیلم کوتاه «حرکت در ایستگاه» به کارگردانی «حسین قاسمی‌جامی»؛ به عنوان بهترین فیلم کوتاه جشنواره فجر؛ ۶۷–۱۳۶۶
- تهیه و کارگردانی فیلم کوتاه «آفتابگردان»؛ شبکه سحر؛ ۱۳۷۳
- کارگردان مستند «گزارش جشنواره اصفهان»؛ شبکه سحر؛ ۱۳۷۳
- کارگردان، مجری طرح و طراح صحنه سریال عروسکی «شمشاد شجاع»؛ محصول شرکت فرهنگی هنری صبا، شبکه ۱؛ ۱۳۷۴
- تهیه‌کننده و کارگردان مستند «صنایع دستی ایران-شیشه‌گری»؛ به سفارش شبکه جام جم؛ ۱۳۷۵
- طراح صحنه برنامه جشن میلاد «ماه تمام»؛ شبکه ۵؛ ۱۳۸۶
- کارگردان و طراح صحنه سریال «سایه آشنا»؛ شبکه کرمان؛ ۱۳۸۵ - شبکه ۵؛ ۱۳۸۷
- مدیر هنری برنامه مستند و روتین «نقد و اندیشه»؛ ۱۳۸۷
- کارگردانی و طراحی نمایش «عشق آباد» نوشته «داود میرباقری»؛ (در حال تمرین و گرفتن تالار)

## جوایز
- دریافت جایزه نویسندگی و کارگردانی برای نمایش‌های «خونه‌های خاکستری» و «غروب یک برکه»؛ جشنواره تئاتر دانشجویی؛ جشنواره فجر

- شرکت در جشنواره تئاتر رضوی، نمایش «از او به یک اشاره»

- جایزه بهترین کار عروسکی برای سریال «شمشاد شجاع» جشنواره سوم سیما